# Joaquín Varela (calciatore 1998)
Joaquín Varela Moreno (Montevideo, 27 giugno 1998) è un calciatore uruguaiano, difensore dell'Independiente Medellín in prestito dall'Águilas Doradas.

## Caratteristiche tecniche
È un difensore centrale.

## Carriera
Cresciuto nel settore giovanile del Defensor Sporting, ha debuttato in prima squadra il 14 febbraio 2016 disputando l'incontro di Primera División Profesional perso 3-1 contro il Racing Montevideo.